# Haïti aux Jeux paralympiques d'été de 2012
Haïti participe aux Jeux paralympiques d'été de 2012 à Londres du 29 juillet au 9 août. Il s'agit de sa deuxième participation aux Jeux paralympiques avec ceux de 2008. Haïti met à sa disposition trois athlètes dans deux catégories sportives pour ces Jeux.

## Cyclisme
Hommes
- Gaysli Léon

## Athlétisme
Femmes
- Nephtalie Jean Louis

Hommes
- Josué Cajuste